# Čačak
Čačak (Servisch: Чачак) is de hoofdstad van het Servische district Moravica. De stad is gelegen in Centraal-Servië en telde in 2005 75.062 inwoners.

## Plaatsen in de gemeente Čačak
| - Atenica - Baluga (Ljubićska) - Baluga (Trnavska) - Banjica - Beljina - Bečanj - Brezovica - Bresnica - Vapa - Vidova - Viljuša - Vranići - Vrnčani - Vujetinci - Goričani | - Gornja Gorevnica - Gornja Trepča - Donja Gorevnica - Donja Trepča - Žaočani - Zablaće - Jančići - Ježevica - Jezdina - Katrga - Kačulice - Konjevići - Kukići - Kulinovci - Lipnica | - Loznica - Ljubić - Međuvršje - Milićevci - Miokovci - Mojsinje - Mrčajevci - Mršinci - Ovčar Banja - Ostra - Pakovraće - Parmenac - Petnica - Preljina - Premeća | - Pridvorica - Prijevor - Prislonica - Rajac - Rakova - Riđage - Rošci - Slatina - Sokolići - Stančići - Trbušani - Trnava - Čačak |

## Sport
FK Borac Čačak is de betaaldvoetbalclub van Čačak. In het seizoen 2008/2009 nam de club deel aan de UEFA Europa League, maar werd uitgeschakeld door AFC Ajax.

## Geboren
- Irinej van Belgrado (Vidova 1930-2020), patriarch van de Servisch-orthodoxe kerk
- Milan Jovanovic (1983), voetballer
- Robert Kišerlovski (1986), wielrenner
- Darko Lazović (1990), voetballer
- Luke Black (1992) singer-songwriter
- Lazar Marković (1994), voetballer